# Paul Whear
Paul William Whear (Auburn (Indiana), 13 november 1925 – 24 maart 2021) was een Amerikaans componist, muziekpedagoog en dirigent.

## Levensloop
Whear deed zijn studies aan de Marquette University - The Catholic Jesuit University in Milwaukee, aan de DePauw University School of Music in Greencastle, Indiana, waar hij zijn Bachelor of Music en zijn Master of Music behaalde, en aan de Case Western Reserve University in Cleveland, Ohio, waar hij zijn promotiestudie tot Ph. D. deed.
Hij werd docent aan het Mount Union College in Alliance, Ohio, alsook aan het Doane College in Crete, Nebraska. Later wisselde hij als professor aan de Marshall Universiteit in Huntington, West Virginia, waar hij ook Composer in Residence en dirigent van het Huntington Symphony Orchestra en het Huntington Chamber Orchestra was. Intussen is hij geëmeriteerd als componist en als dirigent en eredoctor van de Marquette University - The Catholic Jesuit University. Hij verzorgde ook compositie cursussen op het National Music Camp in Interlochen.
Als gastdirigent heeft hij gewerkt in de Verenigde Staten, Canada, Japan, Nederland en in het Verenigd Koninkrijk. Als componist kreeg hij vele prijzen en onderscheidingen, zoals een beurs van de National Endowment for the Arts en de American Society of Composers, Authors and Publishers (ASCAP) Award. Zijn werken werden door vooraanstaande orkesten geïnterpreteerd, zoals The London Symphony Orchestra, The Philadelphia Orchestra, The Cleveland Philharmonic, The Indianapolis Symphony, The Rochester Civic Orchestra, The Omaha Symphony, The Lincoln Symphony, The Charleston Symphony, The U.S. Navy Band en de Coldstream Guards Band, Londen.
Hij overleed op 24 maart 2021 en werd 95 jaar.

## Composities

### Werken voor orkest
- A Celtic Set, voor strijkorkest
- A Shakespeare Prelude, voor orkest
- An Appalachian Folk Tale, voor spreker en orkest
- Catharsis Suite, voor orkest
- Concertino, voor strijkorkest
  1. Overture
  2. Dirge
  3. Toccata
- Mallard Cove - Prelude and Rondo, voor strijkorkest
- Olympiad, voor strijkorkest
- Overture voor strings, voor strijkorkest
- Pastorale Lament, voor hoorn en strijkorkest
- Prelude to the ten Commandments, voor orkest
- Preludio, voor strijkorkest
- Psalms of Celebration - Part I, voor gemengd koor, orkest en koperblazers
- Psalms of Celebration - Part II, voor gemengd koor, orkest en koperblazers
- Psalms of Celebration - Part III, voor gemengd koor, orkest en koperblazers
- Reflections, Scherzo for Strings, voor strijkorkest
- Symphony no. 2, voor orkest
- Symphony no. 3, voor orkest
- The Chief Justice John Marshall, A Musical Epic voor spreker en orkest
- Wals, voor strijkers

### Werken voor harmonieorkest
- 1962 Jedermann, ouverture
- 1964 Contrapunctus
- 1964 Czech Suite
  1. Romantic Song
  2. Rippling Waters
  3. Festival Dance
- 1964 Kensington Overture
- 1966 Antietam
- 1968 Bellerophon, ouverture
- 1968 Land of Lincoln, concertmars
- 1968 Decade Overture
- 1969 Wycliffe Variations
- 1970 Elsinore Overture
- 1971 Stonehenge Symphony - Symphony no. 1
  1. Solstice
  2. Evocations
  3. Sacrifice
- 1972 Of this time
- 1973 Lexington Overture
- 1979 Celebration XXV
- 1981 The Enterprise Overture
- 1982 Symphony no. 4
  1. Overture
  2. Melodrama
  3. Finale
- A lyric suite
  1. Prelude
  2. Clog Dance
  3. Pastorale
  4. Procession
- An Appalachian set
- Canada - A Folksong Set for Band
- Catskill Legend
- Defenders of the blue
- Down to the sea in ships
- Eternal Father
- Introduction and Invention
- Modal Miniatures, suite voor harmonieorkest
- Proscenium Overture
- Quiet Music, gebaseerd op de koraal van Hans Leo Hassler Passion Chorale
- Sonata for Band
- Yorktown, 1781

### Toneelwerk
- The door, opera

### Werken voor koor
- Old Gold - a Celebration, voor gemengd koor
- Crystals, voor driestemmig vrouwenkoor, 3 fluiten, harp en slagwerk

### Vocale muziek
- Sounds of Celebration, voor bariton solo, gemengd koor en harmonieorkest
- The Seasons, voor bariton solo, gemengd koor en orkest
- Sonnets from Shakespeare, voor bariton solo en kamerorkest

### Kamermuziek
- 1975 Trio Variations, voor cello, klarinet en piano
- A Separate Piece, voor fagot solo
- Five Haiku, voor fluit (of: piccolo)
- March of the Viols, voor contrabas en piano
- Prelude and Toccata, voor trombonekwartet
- Sonata "The Briefcase", voor altviool en piano
- Sonata, voor cello
- Strijkkwartet no. 3 «The Phoenix»
- Suite, voor viool en cello
  1. Canon
  2. March
  3. Ostinato Aria
  4. Toccata
- The Viol Habit, voor contrabas en piano
- Three Chorales, voor koperkwartet tot koperensemble
  1. Lass't uns erfreuen van Johann Christian Bach
  2. Chorale for Brasses van Carl Ludwig
  3. Freuet Euch Ihr Christen van Johann Sebastian Bach

### Werken voor orgel
- Music For Service With "Truro" (samen met: David Craighead)